# わらと炭とそら豆
『わらと炭とそら豆』（わらとすみとそらまめ）（Strohhalm, Kohle und Bohne）はグリム童話の一つ。漢字・かな表記や語の順はテキストによって異なる場合がある。「由来譚（ゆらいたん）」と呼ばれる、ものごとの始まりを示す話の一例。まんが日本昔ばなしでは、『ソラ豆の黒いすじ』という題で放送された。

## あらすじ
お婆さんが、そら豆を煮ようと鍋にたくさん入れると、1粒が鍋の外に転がって土間に落ちた。次にお婆さんは、かまどに火を着けるためわらを一掴み取ったが、1本のわらが手から滑って土間に落ちた。火がついて薪が燃えると、ぽんとはぜて赤く焼けた消し炭が1個飛んで土間に落ちた。
「危なく煮られるところだった」とそら豆が言った。「僕も危なく燃やされるところだった」とわら。「僕も、あのまま燃やされたら灰になるところだった」と炭も言う。ここにいたらどうなるか分からないから旅に出よう、と3人の相談がまとまり、わら・炭・そら豆は家の外に出て野原を歩いて行った。しばらく行くと小さな川がある。どうしよう、これでは進めない。3人は考えたが、わらが、自分が横たわって橋になるから、君たちが渡って、向こう岸についたら僕を引き上げてくれ、と提案した。そら豆と炭も賛成し、さっそくわらは横になって小川の両岸をつないだ。最初に炭が渡ったが、ちょうど真ん中あたりまで来た時、流れる水が怖くなって、つい立ちすくんで止まってしまった。まだ赤く焼けた消し炭がわらの上で動かなくなったからたまらない。わらに火が燃え移り、二つに折れて水に落ちてしまった。炭もいっしょに落ち、ジュッと音を立てて沈んだ。

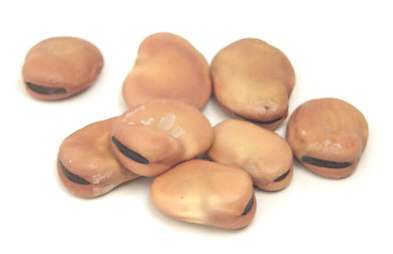
そら豆。加工されて色が変わっているが、黒い線がよくわかる。

その様子を見ていたそら豆は、おかしくてたまらなくなり、腹を抱えて笑い転げた。あまりに笑い過ぎたものだから、とうとう腹が破裂してしまった。そこへ1人の仕立て屋が通りかかった。仕立て屋は親切な人だったので、そら豆の破れた腹を糸で縫い合わせて助けてやった。けれども、たまたま黒糸しか持っていなかったので、黒糸を使った。それ以来、そら豆には黒い縫い目が付くようになったそうである。